# Vincent Anstett
Vincent Anstett (ur. 26 lipca 1982 w Strasburgu) – francuski szablista, czterokrotny medalista mistrzostw świata.
W 1999 roku zdobył srebrny medal w indywidualnej rywalizacji kadetów na mistrzostwach świata juniorów w Keszthely. Na rozgrywanych dwa lata później mistrzostwach świata juniorów w Gdańsku zdobył drużynowo srebrny medal.
Podczas mistrzostw świata w Lipsku w 2005 roku Francuzi w składzie: Vincent Anstett, Nicolas Lopez, Julien Pillet i Boris Sanson zdobyli brązowy medal w zawodach drużynowych. W tej samej konkurencji zdobył również złoty medal mistrzostwach świata w Turynie w 2006 roku i srebrny na mistrzostwach świata w Petersburgu w 2007 roku. Ponadto wywalczył brąz w turnieju indywidualnym na mistrzostwach świata w Lipsku w 2017 roku. Wyprzedzili go jedynie Węgier András Szatmári i Koreańczyk Gu Bon-gil. 
Wystartował na igrzyskach olimpijskich w Rio de Janeiro w 2016 roku, gdzie w turnieju indywidualnym był szósty. Był to jego jedyny start olimpijski.
Zdobył brąz drużynowo na mistrzostwach Europy w Gandawie w 2007 roku. Drużynowo był też drugi na mistrzostwach Europy w Kijowie w 2008 roku i trzeci na mistrzostwach Europy w Płowdiwie w 2009 roku. Ponadto zdobył srebro w zawodach indywidualnych na mistrzostwach Europy w Toruniu w 2016 roku.